# スピリット・オブ・エデン
『スピリット・オブ・エデン』(Spirit of Eden)は、イギリスの音楽グループ、トーク・トークの4枚目のスタジオ・アルバム。1988年9月16日発売。

## 制作
前作『カラー・オブ・スプリング』の成功で、次のアルバムの十分な制作費と制作期間を手にしたメンバーは、1987年と翌1988年までの間をレコーディングに充てた。メンバーとスタジオミュージシャンによる膨大な量の即興演奏を録音・編集し、残りの音源はデジタル機器によってアレンジを加えられた。出来上がった作品はロックやジャズ、クラシック、アンビエントの要素を含む実験的なものに仕上がった。

## 評価
アルバムリリース時のプレスからの評価は毀誉褒貶が著しく、商業的にも失敗に終わったが、現在では'90年代以降のポストロックに影響を与えた作品として評価されている。ピッチフォーク・メディアは1980年代のベストアルバムリストの34位に本作を選出。2006年にQ誌は80年代の40枚のベストアルバムリストの31位に選び、スラント・マガジンは80年代のベストアルバムリストの56位に本作を選んだ。NMEは500枚のオールタイムベストアルバムの95位に本作を選出。

## 収録曲
1. ザ・レインボウ - "The Rainbow" - 9:05
2. エデンの園 - "Eden" - 6:37
3. デザイアー - "Desire" - 7:08
4. インヘリタンス - "Inheritance" - 5:16
5. アイ・ビリーヴ・イン・ユー - "I Believe in You" - 6:24
6. ウェルス - "Wealth" - 6:35

## 参加ミュージシャン
- マーク・ホリス - ボーカル、ピアノ、オルガン、ギター
- ポール・ウェッブ - ベースギター
- リー・ハリス - ドラムス

### その他ミュージシャン
- ティム・フリーズ・グリーン - ハーモニウム、ピアノ、オルガン、ギター
- マーティン・ディッチャム - パーカッション
- マーク・フェルサム - ハーモニカ
- ロビー・マッキントッシュ - ドブロ・ギター、12弦ギター
- サイモン・エドワーズ - メキシカン・ベース
- ダニー・トンプソン - コントラバス
- ヘンリー・ロウサー - トランペット
- ナイジェル・ケネディ - ヴァイオリン
- ヒュー・デイヴィーズ - Shozygs
- アンドリュー・ストウェル - ファゴット
- マイケル・ジーンズ - オーボエ
- アンドリュー・マリナー - クラリネット
- クリストファー・フッカー - コーラングレ
- チェルムスフォード大聖堂聖歌隊